# Boleslau III da Boêmia
Boleslaus III ( c.  965 - 1037), chamado de Vermelho (em tcheco: Boleslav III. Ryšavý; para denotar "cabelo ruivo") ou o Cego, um membro da dinastia Přemyslida, foi duque da Boêmia de 999 a 1002 e brevemente novamente durante o ano de 1003. Durante seu reinado caótico, a Boêmia tornou-se um peão na longa guerra alemão-polonesa entre o rei Henrique II e o duque Bolesław I, o bravo.

## Vida
O filho mais velho do duque Boleslau II "o Piedoso", provavelmente com sua primeira esposa Adiva, ele sucedeu ao trono da Boêmia após a morte de seu pai em 999. Boleslau III acabou por ser um governante fraco e logo entrou em uma herança feroz conflito com seus irmãos mais novos Jaromír e Oldřich. Ele havia sido expulso para a corte bávara de Henrique II em Regensburg, junto com sua mãe, a duquesa viúva, Emma.
Em 1002, uma revolta organizada por nobres do clã rival Vršovci (junto com o genro de Boleslaus) forçou-se a fugir para a Alemanha, onde foi recebido por Margrave Henrique I da Áustria. A princípio, Henrique I ordenou a prisão de seu hóspede por causa de uma antiga ofensa, mas logo o perdoou e prometeu apoio. Enquanto isso, o duque polonês Bolesław I instalou o parente de Boleslaus, Vladivoj, no trono da Boêmia; no entanto, ele aparentemente era alcoólatra e morreu em um ano. Após a morte de Vladivoj em 1003, os nobres da Boêmia convidaram Jaromír e Oldřich de volta do exílio. Por sua vez, cada um deles posteriormente assumiu o trono em Praga.
Em 9 de fevereiro de 1003, Boleslaus, o Vermelho, foi restaurado à autoridade com o apoio armado do duque Boleslau da Polônia. Os irmãos de Boleslaus, Jaromír e Oldřich, novamente fugiram para a Alemanha e se colocaram sob a proteção de Henrique II. Boleslaus logo minou sua própria posição ordenando um massacre de seus principais nobres, os Vršovci, em Vyšehrad. De acordo com o cronista Thietmar de Merseburg, Boleslav matou seu genro com sua própria espada.
Os nobres que sobreviveram ao massacre enviaram secretamente mensageiros a Bolesław, o Bravo da Polônia, e imploraram que os salvasse. O duque polonês concordou de boa vontade e convidou seu homônimo tcheco para visitá-lo em seu castelo (provavelmente na Cracóvia). Lá, Boleslaus, o Vermelho, foi capturado, cegado e preso. Ele nunca mais voltou para a Boêmia, provavelmente morrendo no cativeiro cerca de trinta anos depois. Bolesław, o Bravo, reivindicou o trono ducal para si, invadiu a Boêmia em 1003 e tomou Praga sem qualquer oposição séria; ele governou como duque Boleslaus IV por pouco mais de um ano. Ele então desistiu de sua reivindicação ao ducado da Boêmia e foi substituído por Jaromír, que, apoiado por Henrique II, entrou pelos portões de Praga e em 1004 recebeu o ducado da Boêmia como feudo das mãos do rei alemão.